# Rehenes (novela)
Rehenes (cuyo título original en inglés es Hostages) es una novela escrita por el escritor y periodista alemán de origen judío Helmut Flieg, más conocido por su seudónimo Stefan Heym, en 1942. Fue su primera novela, y tuvo un éxito tal que en pocos días su libro fue considerado bestseller en los Estados Unidos.

## El libro
El libro fue escrito en los Estados Unidos, más precisamente en Nueva York, y publicado por una editorial neoyorquina, la G. P. Putnam’s Son. El libro surgió como fruto del desempleo de Heym, dado que en esa época, se desempeñaba como editor de un semanario en alemán, que fue cerrado por el Partido Comunista de los Estados Unidos. En ese contexto, comenzó a trabajar como escritor y su novela tuvo un éxito inmediato, ya que era una perfecta expresión de protesta contra el régimen nazi, en plena Segunda Guerra Mundial.